# مايكل هاينيكي
مايكل هاينيكي (بالألمانية: Michael Haneke)‏ (من مواليد 23 مارس 1942) هو مخرج وكاتب سيناريو نمساوي عرف بأفلامه السوداوية ذات المواضيع المقلقة. تتناول أفلامه غالباً إشكالات وإخفاقات المجتمع المعاصر. عمل هاينيكي في التلفزيون والمسرح والسينما. كما عرفت أعماله بإثارة قضايا اجتماعية. بالإضافة لعمله كمخرج، يدرّس هاينيكي الإخراج في أكاديمية الفيلم في فينا.
حاز فيلمه الشريط الأبيض على جائزتي السعفة الذهبية من مهرجان كان 2009، وجائزة أفضل فيلم ناطق بغير الإنجليزية من جوائز الكرة الذهبية في دورتها السابعة والستين في 2012. وتم إطلاق فيلمه «الحب» من خلال مهرجان كان السينمائي في فرنسا عام 2012  وانتهت تلك الدورة بمنح الفيلم جائزة السعفة الذهبية ليصبح قد حصل على هذا الجائزة ذات الشأن الرفيع سينمائياً لمرتين خلال ثلاث سنوات. أخرج افلاماً باللغة الفرنسية، الألمانية، الإنجليزية.

## حياته ومسيرته العملية
ولد هاينيكي في ميونخ، ألمانيا، ابن الممثل والمخرج الألماني فرتز هاينيكي والممثلة النمساوية بياتريكس فان ديقنسشايلد نشأ هاينيكي في مدينة ينر نيوشتاد في النمسا. انضم إلى جامعة فيينا ودرس الفلسفة وعلم النفس والدراما بعد ان أخفق في تحقيق محاولاته المبكرة للنجاح في التمثيل والموسيقى. بعد تخرجه، أصبح هانيك ناقداً سينمائياً. خلال الفترة من عام 1967 وحتى 1970 عَمِل كمحرر ومسرحي في محطة تلفزيون جنوب غرب ألمانيا (Südwestfunk) كان ظهوره الأول كمُخرج تلفزيوني في عام 1974.
بدأ هاينيكي مشواره السينمائي بالفيلم الطويل القارة السابعة 1989 وقد أفضى هذا الفيلم عن أسلوب هاينيكي العنيف والمباشر الذي طغى على مسيرته اللاحقة. بعد ذلك بثلاث سنوات وضع فيلم فيديو بيني المثير للجدل اسم مايكل هاينكي على خريطة السينما العالمية. إلى أن حقق أكبر نجاح له من خلال الفيلم الفرنسي الذي حصل على إشادة نقدية عالية «معلمة البيانو» 2001 وقد حصل هذا الفيلم على الجائزة الرئيسية في مهرجان كان في 2001 كما حصلت الممثلتين ازابيل هوبير وبينوا ماغيميل على جائزة أفضل ممثلة عن دوهما في نفس الفيلم. عمل هاينيكي مع الممثلة الفرنسية جولييت بينوش بعدما عبرت عن رغبتها في التعاون معه  وقدما فيلم «الرمز غير معروف» 2000 و «مخفي» 2005 وعمل هاينكي مع اولريك موه وسوزان لوثار (المتزوجان على أرض الواقع) في ثلاثة أعمال لكل منهما.
عُرض فلمه الشريط الأبيض لأول مرة عام 2009 في مهرجان كان السينمائي. تدور أحداث الفيلم في 1913 حيث تقع حادثة غريبة في بلدة صغيرة في الشمال الألماني وسط أجواء شاحبة ونظام استبدادي يشبه الفاشي حيث الأطفال يخضعون لقوانين متشددة ويتعرضون لعقوبات قاسية. لجنة تحكيم مهرجان كان التي ترأستها ازابيل هوبير وتشكل أعضاءها من اسيا ارجنتو وحنيف قريشي وروبن رايت بين، منحت الفيلم الجائزة الكبرى (السعفة الذهبية) لأفضل فيلم روائي طويل في تلك الدورة. في 2012 عاود هاينيكي تحقيق الإنجاز وحصل فيلمه «الحب» على السعفة الذهبية. فانضم هاينيكي لسبعة مخرجين فقط سبق لهم الفوز بسعفة كان لمرتين وهم: فرانسيس فورد كوبولا، شوهي ايمامورا، الأخوين داردين، آلف سيوبيرغ، بيل أوغست، وأمير كوستوريتسا.
يعتقد هانيك أن الأفلام يجب أن تعطي مشاهديها مساحة للخيال والتأمل الذاتي. فهو يرى أن الأفلام التي تحمل تفاصيل كثيرة، وفيها وضوح قيمي وأخلاقي، انما هي معدة لأغراض استهلاكية غير واعية. يصعب في الغالب على الناس تحديد فلسفة هاينيكي من خلال أفلامه.
في أكثر من فيلم روائي له هناك زوجين برجوازيين اسمائهم آن أو آنا وجورج، ومن هذه الأفلام «القارة السابعة» «فيديو بيني» «ألاعيب ماتعة» «الرمز غير معروف» «زمن الذئب» «مخفي» «ألاعيب ماتعة - الأمريكي» و «الحب» هوية الزوجان، وكذلك الممثلين الذين يؤدون دورهما، تتغير دائماً من فيلم إلى آخر. الاسم الأخير أحياناً يكون لورين. وأحياناً تظهر شخصيات بنفس هذه الأسماء لكن تكون غير متزوجة أو ليست ذات قرابة، كما في الشريط الأبيض.
فيلمه «الحب» 2012 تم تقديمه كالمرشح النمساوي ليدخل ضمن ترشيحات الأوسكار لأفضل فيلم أجنبي في دورته الخامسة والثمانين.

### أعمال مسرحية
أخرج هاينيكي أعمالاً مسرحية باللغة الألمانية تضمنت أعمالاً لسترايندبيرغ، وغوته، وهاينريك فون كليست، وعرضت هذه الأعمال في برلين، ميونخ وفينا. في 2006 قدم أول أعماله الأوبرالية وذلك من خلال إخراج دون جيوفاني لموزارت على دار الأوبرا الوطني في باريس عندما كان جيرارد مورتيه مديراً له. وكان من المقرر في 2012 أن يخرج «كوسي فان توت» لدار أوبيرا نيو يورك. هذا العمل تم تعميده من قبل يورغن فليم لصالح مهرجان سالزبيرغ 2009 ولكن هاينكي اضطر للاعتذار لأسباب صحية. ومن المقرر الآن أن يحقق هاينكي مشروعه هذا على مسرح تياترو ريال في مدريد في 2012.

### اقتباسات
«أفلامي مقصودة كرد ضد السينما الأمريكية المعزولة عن الواقع والتي تحيّد تجمهورها. أفلامي محاولة لصالح سينما تطرح أسئلة ملحة عوضاً عن أجوبة سريعة، ولصالح كشف البعد عوضاً عن إقتحام القرب، ولصالح الاستفزاز والحوار عوضاً عن الاستهلاكية والتوجيه» من كتاب السينما كتطهير
«الأفلام الإباحية من وجهة نظري لا تختلف عن الأفلام الحربية أو أفلام البروباغاندا، وذلك لأنها جميعاً تحاول تحويل أمور مستهجنة، أو غريزية، أو جسدية إلى مادة استهلاكية»
«الفيلم هو 24 كذبة في الثانية من أجل الحقيقة، أو من أجل محاولة البحث عن الحقيقة»
«مخرجي المفضل في هذه العشر سنوات هو عباس كياروستامي. يكتسب بساطة يصعب جداً الحصول عليها.»
«أعتقد أن تصورنا عن الواقع هو تصور مجزأ غير مكتمل، وفي أدب القرن العشرين، يبدو طبيعي جداً أن لا نصف الواقع كشئ كلي يمكن تماماً نقله وتفسيره. تم قبول ذلك في الروايات. لكن الأفلام تزعم أن الواقع قابل للنقل، ما يعني أنه قابل للتفسير.» 

## فيلموغرافيا

### الأفلام الروائية
- The Seventh Continent (1989)
- Benny's Video (1992)
- 71 Fragments of a Chronology of Chance (1994)
- Funny Games (1997)
- Code Unknown (2000)
- The Piano Teacher (2001) حاز على سعفة كان الذهبية
- Time of the Wolf (2003)
- Caché (2005) (Hidden) حاز على جائزة أفضل فخرج في كان 2005
- Funny Games (2008) النسخة الأمريكية
- The White Ribbon (2009) حاز على سعفة كان الذهبية [25] وعلى جائزة أفضل فيلم غير ناطق بالإنجليزية من الغولدن غلوب (الكرة الذهبية)
- Amore (2012) حاز على سعفة كان الذهبية 2012
- Happy End (2017)

### أفلام تلفزيونية
- ...Und was Kommt Danach? (1974) (After Liverpool)
- Drei Wege zum See (1976) (Three Paths to the Lake)
- Sperrmüll (1976) (Household Rubbish)
- Lemminge, Teil 1: Arkadien (1979) (Lemmings, Part 1: Arcadia)
- Lemminge, Teil 2: Verletzungen (1979) (Lemmings, Part 2: Injuries)
- Variation (film)|Variation (1983)
- Wer war Edgar Allan? (1984) (Who Was Edgar Allen?)
- Fräulein (1985 film)|Fräulein (1985) (Miss)
- Nachruf für einen Mörder (1991) (Obituary for a Murderer)
- Die Rebellion (1992) (The Rebellion)
- Das Schloß (film)|Das Schloß (1997) (The Castle)

### أفلام قصيرة
- Lumière and Company' (1995) (segment "Michael Haneke/Vienne")

## روابط خارجية
- مايكل هاينيكي على موقع IMDb (الإنجليزية)
- مايكل هاينيكي على موقع ميتاكريتيك (الإنجليزية)
- مايكل هاينيكي على موقع الموسوعة البريطانية (الإنجليزية)
- مايكل هاينيكي على موقع روتن توميتوز (الإنجليزية)
- مايكل هاينيكي على موقع مونزينجر (الألمانية)
- مايكل هاينيكي على موقع قاعدة بيانات الأفلام العربية
- مايكل هاينيكي على موقع ألو سيني (الفرنسية)
- مايكل هاينيكي على موقع تيرنر كلاسيك موفيز (الإنجليزية)
- مايكل هاينيكي على موقع أول موفي (الإنجليزية)
- مايكل هاينيكي على موقع بوكس أوفيس موجو (الإنجليزية)